# Strumigenys choii
Strumigenys choii (лат.) — вид мелких муравьёв из подсемейства Myrmicinae. Южная Корея. Видовое название дано в честь корейского мирмеколога Dr. Byoung Moon Choi, который более 20 лет изучал корейскую мирмекофауну и нашёл типовую серию нового вида. Длина желтовато-коричневого тела от 2,85 до 3,60 мм. Отличается следующими признаками: жвалы вытянутые, линейные с апикальной вилкой зубцов; всё тело, кроме мандибул и боков груди покрыто многочисленными лопатовидными щетинками (расширенными на вершине). Усики 6-члениковые. Хищный вид, охотящийся на мелкие виды почвенных членистоногих. Стебелёк между грудкой и брюшком состоит из двух члеников: петиолюса и постпетиолюса (последний четко отделен от брюшка), жало развито, куколки голые (без кокона). Специализированные охотники на коллембол. Вид был впервые описан в 2007 году по материалам из Кореи. Включён в состав видовой группы Strumigenys godeffroyi (Dacetini)